# Betânia (Belo Horizonte)
Betânia é um bairro localizado na Região Oeste de Belo Horizonte e possui o maior centro comercial da região. É considerado abastecedor de bairros como Milionários, Palmeiras e Salgado Filho. Seu metro quadrado vem se valorizando[carece de fontes?] devido à sua facilidade de acesso a importantes bairros,assim como a regiões como Centro, Barreiro e Contagem.

## Origem
Terras doadas ao Conde Alves do Vale antes mesmo da transferência da capital para Belo Horizonte, a região era uma grande fazenda da família Alves do Vale, que até o momento do loteamento e o processo de urbanização pertencia ao Sr. Felicíssimo Alves do Vale. Apesar do processo de loteamento ser oficialmente da década de 1950, a malha urbana só começou a se desenvolver no fim da década de 1960, quando os primeiros moradores começaram a construir casas no loteamento originário da Várzea do Felicíssimo, que também compreende o bairro Cinquentenário (região de chácaras, de 1000m² ou mais, que fica entre Betânia e Palmeiras, que gera uma confluência do tecido urbano das duas microrregiões) e posteriormente a criação do conjunto habitacional Bonsucesso e Conjunto Betânia. O comércio logo se instalou por ali já no início do processo de urbanização, fazendo com que se tornasse, já na década de 1990, um dos maiores centros comerciais da capital mineira, uso do solo que permanece até o fim da década de 2010 (e sem perspectiva de grandes mudanças). Ainda que esteja em uma região de adensamento restrito, devido ao grande tamanho de alguns lotes, foi possível a construção de grandes prédios (+20 andares) na década de 2010, o que modificou o tecido urbano da região, trazendo lojas e comércios de grande porte (no sentido de multinacionais de varejo e alimentação).

## Infra-estrutura
Em se tratando de infra-estrutura, o bairro Betânia tem como principal característica a diversidade comercial e fácil acesso a qualquer região de Belo Horizonte.
Podem ser facilmente encontradas agências bancárias, farmácias, padarias, quadras poliesportivas, supermercados, escolas, academias de ginástica e postos de gasolina.
Além de bares, restaurantes e pizzarias, os moradores têm também à disposição boas opções de lazer, destacando-se neste contexto o Parque Ecológico Jacques Costeau. Com área de 456 mil metros quadrados, o parque é administrado pela Prefeitura de Belo Horizonte e conta com bucólicas trilhas ecológicas, brinquedos infantis, lagos para criação de peixes ornamentais e espaço para plantio de mudas de árvores de várias espécies. Está aberto ao público, de terça a domingo, das 8 às 18 horas.
Tem fácil acesso ao Barreiro, e aos municípios de Ibirité e Contagem, da Região Metropolitana de Belo Horizonte.
As suas principais vias de acesso são a Rua Úrsula Paulino, que corta ao longo de todo o bairro; o Anel Rodoviário; Avenida Waldyr Soeiro Emrich (Via do Minério); Avenida Dom João VI e Avenida Tereza Cristina.

## Vias de acesso - Prós e Contras
Anel Rodoviário - 
Prós: Fácil acesso a região sul da cidade (através do Belvedere) ou no sentido Pampulha. Também é bem perto de Contagem, cidade da região metropolitana, centro industrial do estado.
Contras: Níveis muito altos de acidentes. Engarrafamentos constantes (somente no sentido Pampulha/Norte/Contagem) devido ao estreitamento da pista.
Soluções: A prefeitura e o governo federal através do PAC construir uma nova via de acesso para desafogar e melhorar o trânsito e expandir o anel.
Av. Teresa Cristina - 
Prós: Bulevar de 6 pistas, pouco usado por motoristas na capital, o bairro é contornado por essa avenida que é uma boa forma de não encontrar retenções. Fácil acesso a região Noroeste, Via Leste-Oeste (Via expressa) e Av. do Contorno.
Contras: Em período de chuva a avenida costuma a alagar, por ser um bulevar. Essa avenida faz a divisão o bairro Nova Cintra que tem altos índices de violência.
Soluções: A mesma obra realizada no Anel Rodoviário vai liga-lo a Av. Teresa Cristina que deverá passar no centro do Betânia. O bulevar será coberto com uma pista só de ônibus, evitando as enchentes.

Rua Úrsula Paulino - 
Prós: Aonde se concentra o centro comercial do bairro. Com bancos, shoppings, lojas, igrejas, farmácias, academias e entre outros.
Contras: Retenções constantes.
Soluções: Além da obra da Via 210 essa rua pode ganhar mão única, evitando engarrafamentos.
Via do Minério (Av. Waldyr Soeiro Emrich) - 
Prós: Fácil acesso a região do Barreiro.
Contras: Tem poucos metros no Betânia, depois de um viaduto se torna bairro Milionários (que pertence a região do Barreiro) bairro possui altos índices de violência.
Soluções: -

## Bairros vizinhos
Faz limite com os bairros Palmeiras, Salgado Filho, Nova Cintra, Havaí, Cinquentenário e Marajó. Os bairros próximos são Calafate, Bom Sucesso, Prado, Bairro das Indústrias, Barreiro, Milionários, Jardim América, Estoril, Nova Gameleira.

## Copa de 2014
O bairro Betânia se beneficiou com as obras da Copa do mundo FIFA de 2014. A área próxima ao Anel Rodoviário e da Via do Minério ganhou a Via 210, projeto da prefeitura de Belo Horizonte e do PAC para desafogar as constantes retenções no Anel Rodoviário na altura do bairro Betânia. A via faz uma segunda ligação do bairro até a Avenida Tereza Cristina. A primeira ligação com a Av. Tereza Cristina está próximo ao encontro entre as vias Dom João VI e Úrsula Paulino.

## Ligações Externas
- Dados gerais sobre a cidade de Belo Horizonte